# 菏泽市牡丹区图书馆
菏泽市牡丹区图书馆，前身是1928年成立的菏泽县立中山图书馆，中华人民共和国山东省菏泽市牡丹区的公立图书馆。

## 历史
菏泽市牡丹区图书馆的前身是菏泽县立中山图书馆，始建于1928年7月。1930年，该馆并入菏泽县民众教育馆，成为民众教育馆的图书室。1949年，菏泽县文化馆成立，下设图书室。1956年9月，文化馆、图书馆分家，正式成立菏泽县图书馆。1958年秋，有重新与文化馆合并。1966年文化大革命开始，菏泽县文化馆图书室关闭，图书全部封存。1972年，图书室恢复正常工作，但因文革破坏等原因，藏书损失惨重，图书室已名存实亡。
1983年，菏泽县改制为菏泽市，图书馆从文化馆中独立，成立菏泽市图书馆。1988年，政府有关部门先后拨款114万元人民币在菏泽老南华公园的图书馆原址扩建图书馆楼。1989年10月1日，菏泽市图书馆新馆建成，并正式对外开放，位于菏泽市南华南街32号，牡丹区第二小学错对过。新馆的馆舍面积增至2115平方米，藏书达62166册，阅览座席增加到240个。2009年，文化部办公厅关于开展县以上公共图书馆第四次评估定级工作。2010年2月1日，文化部在北京公布了第四次全国公共图书馆评估定级结果，菏泽市图书馆首次获得一级图书馆的评估定级。
2000年12月，菏泽地区撤地改市，原菏泽市图书馆随之改名为菏泽市牡丹区图书馆。2011年，菏泽市牡丹区图书馆全面实施免费开放。2013年，菏泽市牡丹区图书馆在第五次全国公共图书馆评估中再次获得一级图书馆定级。2014年10月，该馆启动“图书馆+尼山书院”建设。
2024年12月1日起，牡丹区图书馆闭馆搬迁，新馆位于菏泽市牡丹区西城街道重庆路696号（曹州西路与重庆路交叉口西北侧）。